# Maximilien de Saxe (1759-1838)
Pour les articles homonymes, voir Maximilien de Saxe.
Maximilien de Saxe (Maximilian Maria Joseph Anton Johann Baptist Johann Evangelista Ignaz Augustin Xavier Aloys Johann Nepomuk Januar Hermenegild Agnellis Paschalis), né à Dresde le 13 avril 1759, mort dans la même ville le 3 janvier 1838, est le sixième fils de l'électeur Frédéric IV de Saxe et de Marie-Antoinette de Bavière. 
Prince héritier du royaume de Saxe, en 1827, lors de l'accession au trône de son frère Antoine Ier, il renonce à ses droits en 1830 au profit de son fils aîné Frédéric-Auguste, qui devient roi en 1836.

## Biographie

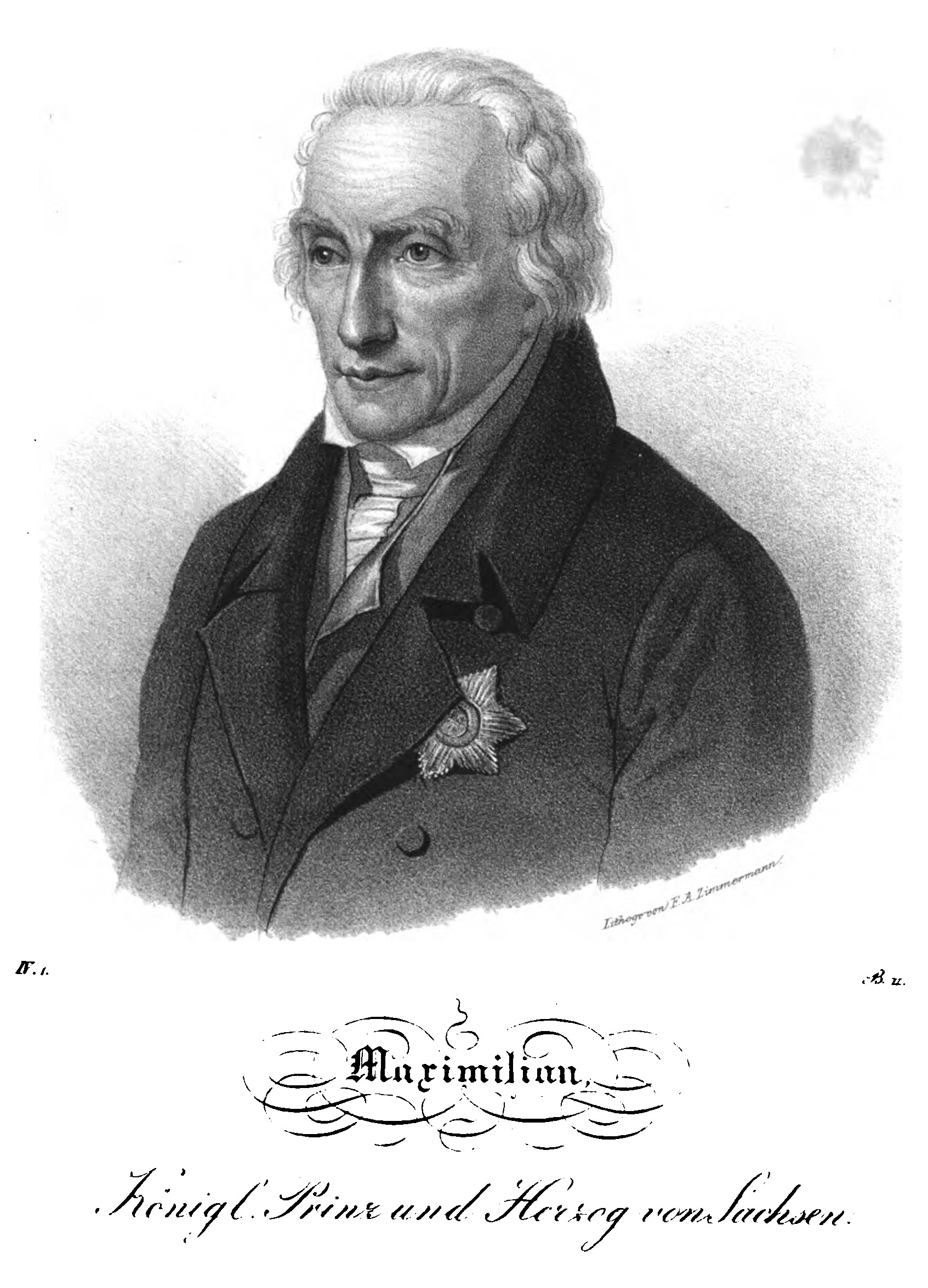
Le prince Maximilien - lithographie de 1829

Le 9 mai 1792, il épouse à Dresde Caroline de Bourbon-Parme (1770-1804), fille de Ferdinand Ier de Parme et de Marie-Amélie de Habsbourg-Lorraine.
De cette première union naissent :
- Amélie de Saxe (Dresde 10 août 1794 - Pillnitz 18 septembre 1870), compositrice et dramaturge, célibataire;
- Marie-Ferdinande de Saxe (Dresde 27 avril 1796 - château de Brandeis (cs) 3 janvier 1865), elle épouse en 1821 Ferdinand III, grand-duc de Toscane (1769-1824), sans postérité;
- Frédéric-Auguste II de Saxe (Dresde 27 avril 1796 - Brennbichel, Karrösten 9 août 1854), roi de Saxe, il épouse en 1819 Caroline d'Autriche (1801-1832), puis en 1833 Marie-Léopoldine de Bavière (1805-1877), sans postérité de ses deux unions;
- Clément de Saxe (Dresde 1er mai 1798 - Pise 4 janvier 1822), célibataire;
- Marie de Saxe (Dresde 15 novembre 1799 - Pise 24 mars 1832), elle épouse en 1817 Léopold II, grand-duc de Toscane (1797-1870), dont postérité;
- Jean Ier de Saxe (Dresde 12 décembre 1801 - Pillnitz 29 octobre 1873), roi de Saxe, épouse en 1822 Amélie de Bavière (1801-1877), dont postérité;
- Marie-Josèphe de Saxe (1803-1829) (Dresde 6 décembre 1803 - Aranjuez 17 mai 1829), elle épouse en 1819 Ferdinand VII, roi d'Espagne (1784-1833), sans postérité.

Veuf, Maximilien épouse à Dresde le 7 novembre 1825 Marie-Louise de Bourbon-Parme (1802-1857), fille de Louis Ier d'Étrurie et Marie-Louise de Bourbon, union demeurée sans postérité.